# 低クロール血症
低クロール血症（低塩素血症）（（英）hyperchloremia）とは、血中の塩素イオン（クロール、Cl−）が異常に低下している電解質異常である。低クロール血症が単独で問題になることは稀で、ナトリウムイオンや重炭酸イオンの値とともに評価する必要がある。

## 診断
低クロール血症とは、血中のクロールが正常下限値（共有基準範囲では101 mEq/L）を下回った状態を意味する。

## 病態
クロールの値の臨床的意義は、クロール単独では解釈が困難で、必ず、ナトリウム、重炭酸など他のイオンや酸塩基平衡との関係を見る必要がある。
低クロール血症に低ナトリウム血症が併存する場合は水代謝異常が疑われるが、クロールとナトリウムが乖離する場合は酸塩基平衡異常を考える必要がある。
詳細は高クロール血症を参照されたい。

## 症状
低クロール血症に特異的な症状はなく、原因となっている一連の病態（クロールの体外への喪失を来す胃液吸引や利尿剤の使用、クロール以外の陰イオンの増加を来す代謝性アルカローシス、など）の症状となる。

## 原因
低クロール血症の主要な原因としては、
1. 低ナトリウム血症に伴うもの、
2. クロールの喪失、
3. 重炭酸の増加に伴うもの、

があげられる。。

### 低ナトリウム血症
ナトリウムの低下に伴い、電気的平衡を維持するためクロールも低下した状態である。

#### 低張性脱水症
食塩摂取の著しい不足、または、水の喪失に比べ電解質の喪失が多い場合である。細胞外液量は低下している（低容量性低ナトリウム血症）。例としては、大量に発汗した後、水分のみ補充し、食塩を補充しなかった場合があげられる。
治療は、生理食塩水などの輸液である。

#### ADH分泌不適切症候群(SIADH)
ADHの不適切な分泌（血漿浸透圧が低下しているのにADHが分泌され続ける）により腎での水再吸収が亢進する。
体内に貯留した水によりナトリウム・クロールが希釈されて低下する。細胞外液量は正常である（正常容量性低ナトリウム血症）。治療は水制限である。

#### 高容量性低ナトリウム血症
ナトリウム、水ともに過剰であるが、相対的に水分貯留が多い病態である。細胞外液量は増加している。
心不全、肝硬変、末期腎不全、などがある。治療は原因疾患に対するものとなる。

### クロールの喪失
腎からの喪失と消化管からの喪失がある。

#### 腎からのクロール喪失
ミネラルコルチコイド過剰症、グルココルチコイド過剰症、バーター症候群、ギッテルマン症候群、Na喪失性腎症、などにおいては、
腎からの H+ やカリウム、クロールの排泄が増加し、低クロール血症性アルカローシスをきたす。
利尿薬、特にサイアザイド系利尿薬は、尿中にナトリウムよりもクロールを多く排泄するので低クロール血症の原因となる。

#### 胃液のクロール喪失
胃液には大量の塩酸（HCl）が含まれており、嘔吐や胃液吸引などで体外に胃液が失われると、クロールの喪失と、酸の喪失による重炭酸上昇の両方の機序により、血中クロールが低下する。

### その他の代謝性アルカローシス
重炭酸の増加により、代償的にクロールが減少した状態である。詳細は、アルカローシスを参照されたい。
なお、重炭酸ナトリウムの投与による、重炭酸とナトリウムの相対的過剰もこの範疇と考えることができる。

### 呼吸性アシドーシス
呼吸性アシドーシスでは、換気低下により血中に炭酸ガスが蓄積し、代償性変化で重炭酸イオンが増加するため、クロールが減少する。

### 偽の低クロール血症
著しい血中脂質高値や高蛋白血症（骨髄腫など）が存在すると、血清の水分含量が低下するため、見かけ上、ナトリウムが低値を示すことがあり、偽性低ナトリウム血症と呼ぶ。このとき、クロールも同様に低値を示す。ナトリウム・クロールが低値のようにみえても血清浸透圧は正常であり、電解質異常ではない。

## 疫学
クロールの異常は入院患者ではよくみられる。